# 山崎直子 (女優)
山崎 直子（やまざき なおこ、1972年12月8日（52歳） - ）は、日本の女優・モデル。A-teamに所属していた。

## 来歴・人物
東京都出身。玉川大学文学部出身。父は俳優の山﨑努、母は宝塚歌劇団卒業生の黛ひかる。玉川大学在学中の1992年に篠山紀信撮影で『週刊朝日』の表紙を飾り、以降モデルとして活動していたが、1990年代中頃からは主に女優として活動している。

## 出演

### テレビ
- 大河ドラマ（NHK総合）
  - 八代将軍吉宗（1995年） - 真宮理子 役
- 土曜ドラマ（NHK総合）
  - 風のねがい（1997年） - 吉村亮子 役
- プチプチ・アニメ 実りの森のなかまたち（フランスのクレイアニメに声優で出演。NHK教育）
- エスパー魔美 第9話・10話（2002年、NHK教育）
- 月曜ドラマスペシャル→月曜ゴールデン（TBS）
  - 刑事クマさん（1998年）
  - 狩矢警部シリーズ11「京都舞踊襲名殺人事件」（2012年） - 桜木美麗 役
  - 制服捜査（2013年） - 良枝訳
- ラベル（2003年、BS-i） ※父と父娘役で共演。
- クロサギ 第5話（2005年、TBS）
- 灰色の虹（2012年、テレビ朝日ドラマスペシャル） - 石嶺の妻役
- 警視庁捜査一課9係 season7 第1話（2012年、テレビ朝日）
- 半沢直樹（2013年、TBS） - 近藤由紀子役
- 水曜ミステリー9（テレビ東京）
  - 密会の宿10「禁じられた愛 北鎌倉悲恋殺人」（2013年） - 等々力麻里役
- 科捜研の女 スペシャル4（2013年、テレビ朝日） - 島地沙希役
- 金曜プレステージ（フジテレビ）
  - 浅見光彦シリーズ50「貴賓室の怪人」（2014年） - 後閑富美子役
- プレミアムドラマ（NHK BSプレミアム）
  - そこをなんとか2 最終話（2014年） - 秋山比沙子役
- 正直不動産 第7話（2022年5月17日、NHK総合）- 美濃部真里 役
- アンチヒーロー 第9話（2024年6月9日、TBS） - 伊達原絵美 役

### 映画
- 大失恋。（1995年）
- (ハル)（1996年）
- CAT'S EYE キャッツ・アイ（1997年）
- デーモンラヴァー（2002年）
- FREESTYLE SHORT MOVIES（2003年）
- こおろぎ（2006年）
- ビバ!カッペ（2010年）
- World without War-戦争のない世界へ-（2012年）

### 舞台
- ファンタスティックス（1999年、シアタートラム）
- 山彦ものがたり（2004年、アメリカ公演）
- ラ・マンチャの男（2005年、名鉄ホール / 帝国劇場） - アントニア役
- ベガーズ・オペラ（2006年、日生劇場 / 2008年、梅田芸術劇場 / 日生劇場）
- レ・ミゼラブル（2007年、帝国劇場） - ファンテーヌ役
- ジェーン・エア（2009年、日生劇場） - ジェーン母役
- Into The Woods（2010年、六行会ホール） - 魔女役
- ジェーン・エア（2012年、日生劇場 / 博多座） - ジェーン母役

### CM
- 日立製作所「WITH ME」（1993年）
- 日本航空「沖縄キャンペーン」（1993年）
- 資生堂「オプチューン」（1994年）
- サントリー「南アルプスの天然水」（1994年）
- 全労済「花時計」（1995年）
- 日本コカコーラ「紅茶花伝」（1996年）
- デジタルツーカー中国 ※父と共演。
- キリンラガービール ※父と共演。（2009年）
- マルコメ「料亭の味」（2013年）